# Jože Zagožen
Jože Zagožen, slovenski ekonomist in politik, * 3. marec 1951, Ljubno ob Savinji, † 13. september 2013.
Diplomiral je 1975 na VEKŠ. 1984 doktorira iz Integriteta sestavljenih poslovnih sistemov v samoupravnem socializmu. Od 1976 je bil poročen z Marijo, ima sina Mateja (1977) in hčer Ano (1987). Med letoma 1983 in 1990 je bil podpredsednik uprave Gorenja.
Leta 1989 se je včlanil v Slovensko demokratsko stranko, po njenem razpadu pa SDS.  Leta 1994 je bil izvoljen v ljubljanski mestni svet. Takrat je vodil odbor za urbanizem in je bil nadzornik Holdinga javnih podjetij na občini. Dve leti pozneje je bil izvoljen za poslanca. Med 7. junijem in 30. novembrom 2000 je bil minister za gospodarske dejavnosti Republike Slovenije.
Od  2005 do  2009 je bil generalni direktor Holdinga Slovenske elektrarne, od 2005 do 2006 predsednik nadzornega sveta Petrola, od  2006 do 2010 predsednik nadzornega sveta Gorenja.
Pred sodiščem in parlamentarno komisijo se je moral zagovarjati zaradi najdbe orožja na mariborskem letališču, domnevno namenjenega v BiH. Zoper njega je potekal tudi proces v aferi Patria, v kateri je po navedbah avstrijskega sodišča deloval kot posrednik.